# Karola Wille

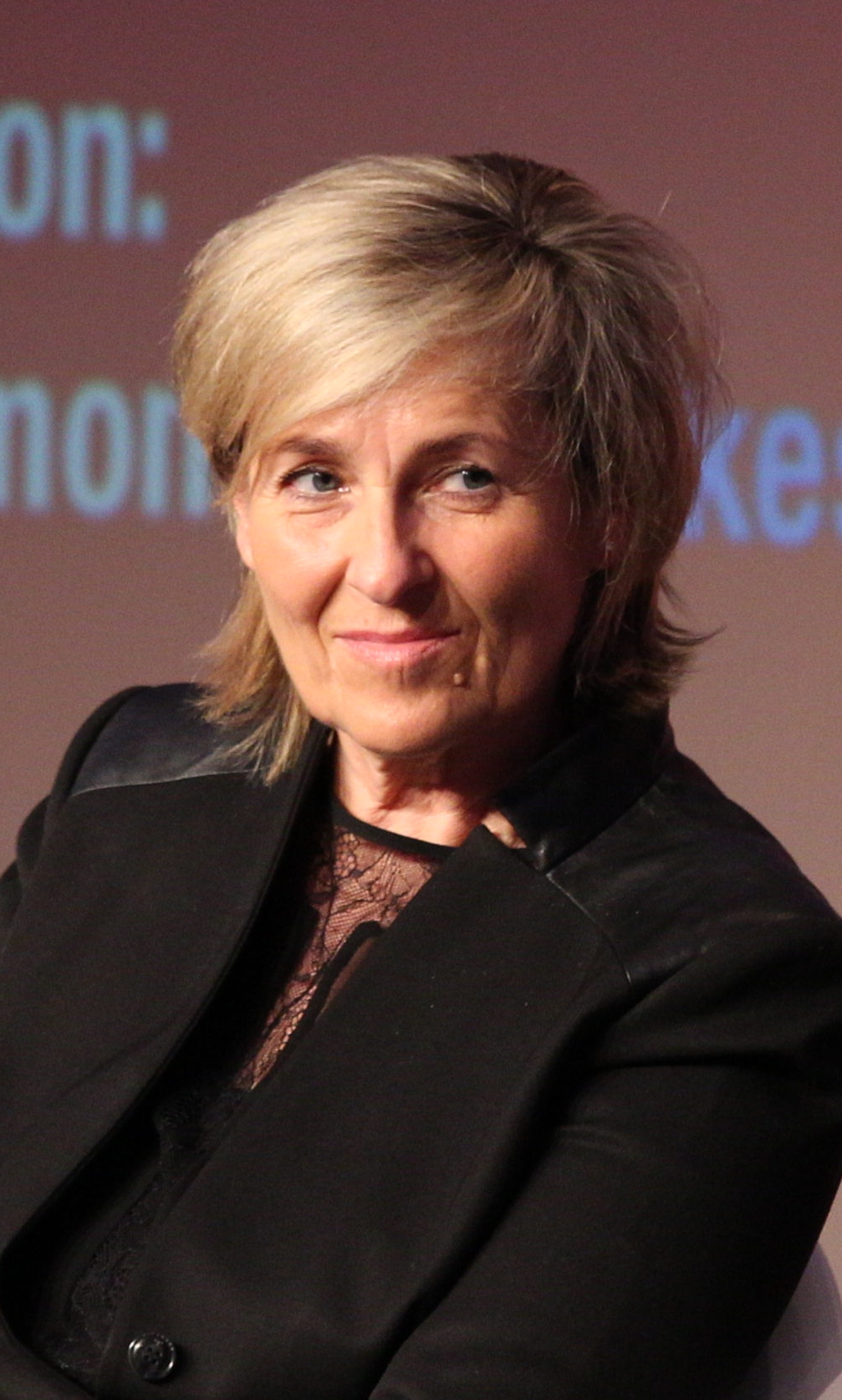
Karola Wille (2017)

Karola Wille (* 22. März 1959 in Karl-Marx-Stadt als Karola Lorenz) ist eine deutsche Juristin. Sie war von November 2011 bis Oktober 2023 Intendantin des Mitteldeutschen Rundfunks (MDR), bei dem sie seit 1996 Juristische Direktorin war.

## Schule und Studium
Von 1965 bis 1973 besuchte Wille eine Polytechnische Oberschule in Karl-Marx-Stadt, anschließend von 1973 bis 1977 die EOS Karl Marx, die sie mit dem Abitur abschloss. Mit 18 Jahren trat sie in die SED ein. Von 1978 bis 1982 studierte sie an der Friedrich-Schiller-Universität Jena Rechtswissenschaften. Nach einem anschließenden Forschungsstudium wurde sie dort 1986 mit einer Arbeit über Rechtsverkehr in Strafsachen zwischen den sozialistischen Staaten zum Dr. jur. promoviert. Nach der deutschen Wiedervereinigung absolvierte sie parallel zu ihrer beruflichen Tätigkeit von 1991 bis 1994 ein juristisches Fernstudium an der Fernuniversität in Hagen.

## Berufsleben
Von 1986 bis 1991 arbeitete Wille als wissenschaftliche Assistentin am Institut für Internationale Studien der Karl-Marx-Universität Leipzig. In der Fachzeitschrift Neue Justiz veröffentlichte sie Ende 1986 zusammen mit einem Offizier im besonderen Einsatz der Stasi-Hauptverwaltung A die Zusammenfassung zur Internationalen Konferenz zu aktuellen Fragen des Revanchismus in der BRD. In dieser heißt es u. a.: „Im politischen und ideologischen Arsenal der aggressivsten und reaktionärsten Kräfte des Monopolkapitals nimmt der Revanchismus einen gewichtigen Platz ein …“. Die Juristenfakultät der Universität Leipzig verlieh ihr 1991 die Lehrbefähigung (facultas docendi) in Medienrecht.
1991 war sie kurzzeitig Justiziarin beim Rat der Stadt Leipzig, bevor sie im selben Jahr 1. Referentin in der Juristischen Direktion des MDR wurde. Dort wurde sie 1993 Stellvertreterin des Juristischen Direktors und zum 1. November 1996 Juristische Direktorin. Während des ersten ARD-Vorsitzes des MDR in den Jahren 1997 und 1998 leitete sie die Juristische Kommission von ARD und ZDF. Parallel hatte sie ab 1997 einen Lehrauftrag für Medienrecht am Institut für Kommunikations- und Medienwissenschaften der Universität Leipzig, 2002 wurde sie zur Honorarprofessorin ernannt. Ab 2003 war sie die Stellvertreterin des damaligen MDR-Intendanten Udo Reiter.
Nach Reiters Rücktritt nominierte der Verwaltungsrat sie einstimmig als dessen Nachfolgerin. Der MDR-Rundfunkrat wählte sie daraufhin mit 32 von 39 Stimmen zur neuen Intendantin, sie trat das Amt am 1. November 2011 an. Wille übernahm 2012 die Schirmherrschaft für das von Studenten organisierte Medienforum Mittweida. Sie wurde am 12. Februar 2014 auf der konstituierenden Sitzung zur stellvertretenden Verwaltungsratsvorsitzenden der Filmförderungsanstalt (FFA) gewählt und ist damit Stellvertreterin von Bernd Neumann.
In den Jahren 2016 und 2017 war Karola Wille als MDR-Intendantin turnusmäßig für zwei Jahre ARD-Vorsitzende. Mit Wirkung vom 1. November 2016 bestätigte der MDR-Rundfunkrat Karola Wille für weitere sechs Jahre als Intendantin des Mitteldeutschen Rundfunks. Ihr Vertrag endet am 31. Oktober 2023. Im November 2022 gab sie bekannt, sich nicht um eine dritte Amtszeit zu bewerben. Der MDR-Rundfunkrat wählte im März 2023 Ralf Ludwig zu ihrem Nachfolger, der sein Amt am 1. November 2023 antrat. In der Laudatio zu ihrer Verabschiedung würdigte der ehemalige Richter des Bundesverfassungsgerichts Paul Kirchhof ihr Engagement und ihre Leistung.

## Privates
Karola Willes früherer Ehemann war als Militärstaatsanwalt der DDR tätig. Sie ist geschieden und hat eine Tochter.

## Ehrungen
- Ordre des Arts et des Lettres (Chevalier, 2018)[5]
- Carl Laemmle Ehrenpreis (2023)[15]
- Sächsischer Verdienstorden (2024)[16]

## Schriften
- Der Rechtsverkehr in Strafsachen zwischen der DDR und anderen sozialistischen Staaten unter besonderer Berücksichtigung der Übernahme der Strafverfolgung, Jena, Diss. 1986 (doi:10.22032/dbt.46784)
- Die Regelungen der Strafgesetzbücher der europäischen sozialistischen Staaten zum räumlichen und personellen Geltungsbereich der Strafgesetze : sowie ausgewählte normative strafrechtliche und strafprozessuale Bestimmungen der Rechtsverkehrsverträge der ersten sowie zweiten Generation zwischen der DDR und den anderen sozialistischen Staaten. Synopt. Vergleich, Jena 1984